# Nanning
Nanning (chiń. upr. 南宁; chiń. trad. 南寧; pinyin Nánníng) – miasto o statusie prefektury miejskiej w Chinach, stolica regionu autonomicznego Kuangsi zamieszkanego przez mówiących po tajsku Zhuangów.
Port nad rzeką Yu Jiang. Siedziba rzymskokatolickiej archidiecezji. W mieście znajduje się stacja kolejowa Nanning.

## Gospodarka
W mieście rozwinął się przemysł włókienniczy, spożywczy, środków transportu, maszynowy, chemiczny, papierniczy, stoczniowy oraz hutniczy.

## Miasta partnerskie
- Bundaberg
- Provo
- Grudziądz
- Klagenfurt am Wörthersee
- Khon Kaen
- Davao
- Ipoh